# Jon Pacheco
Jon Pacheco Dozagarat (* 8. Januar 2001 in Elizondo, Navarra) ist ein spanischer Fußballspieler.

## Karriere

### Verein
Er ist seit seiner Jugend bei San Sebastián und durchlief hier dann auch bis einschließlich der U19 diverse Jugendmannschaften. Zur Spielzeit 2019/20 ging er dann in deren B-Mannschaft über, wo er in der dritten Liga nun einigermaßen Spielzeit sammelte und mit der Mannschaft sogar auch in die Zweite Liga aufstieg. Seit der Saison 2022/23 gehört er nun fest zum Kader der ersten Mannschaft, wobei sein Liga-Debüt bereits am 29. Juni 2020 stattfand, wo er bei einer 1:2-Niederlage gegen den FC Getafe in der Startelf stand. In der Spielzeit 2021/22 der Europa League gehörte er zudem auch schon zum Wettbewerbskader und wurde hier in drei Spielen kurz eingesetzt. Nachdem er dann in der Folgesaison 2022/23 auch in der Europa League gespielt hatte, debütierte er dann auch in der Champions League Spielzeit 2023/24, wo es seine Mannschaft bis ins Achtelfinale schaffte.

### Nationalmannschaft
Mit der spanischen U17 nahm er an der Europameisterschaft 2018 teil, kam hier im ersten Gruppenspiel aber nur zu einem Kurzeinsatz. Später bestritt er ab November 2018 bis Mai 2019 mit der U18 einige Freundschaftsspiele, bevor er bei der U19 unter anderem in der EM-Qualifikation eingesetzt wurde.
Nach ein paar weiteren Freundschaftsspielen mit der U20 ist er seit März 2022 für die U21-Nationalmannschaft aktiv und nahm mit dieser auch an der Europameisterschaft 2023 teil, wo er eine Stammposition belegte. Am Ende erreichte seine Mannschaft auch das Finale, wo man schlussendlich England mit 0:1-unterlag. Mit der spanischen Olympiamannschaft gewann er 2024 die Goldmedaille.

## Titel
- Olympiasieger: 2024